# In viaggio con la zia (programma televisivo)
In viaggio con la zia è un programma televisivo italiano trasmesso da Rai 1 dal 4 giugno 2016, in onda ogni sabato alle 12:30 per un totale di 11 puntate previste.
La trasmissione ripercorre, in ogni puntata, una città d'arte d'Italia, illustrata dai conduttori Syusy Blady, che già in passato si era occupata di programmi televisivi dedicati ai viaggi come Turisti per caso, e Livio Beshir, coadiuvati dal critico d'arte Costantino D'Orazio.